# Этилен-пропиленовый каучук
Этилен-пропиленовые каучуки, СКЭП (от синтетический каучук этилен-пропиленовый) — синтетические эластомеры с химической формулой, включающей в качестве мономеров этилен и пропилен. Молекулы СКЭП содержат 40–70 молярных процентов этиленовых звеньев.
Промышленность выпускает также терполимеры (тройные сополимеры) этилена, пропилена и диена (СКЭПТ) — это этилен-пропиленовые каучуки с добавкой 1–2 молярных процентов диена, например 2-этилиден-5-норборнена или дициклопентадиена (англ. EPDM от ethylene propylene diene monomer).

## Физические свойства
Этилен-пропиленовые каучуки растворяются во многих углеводородах и их хлорпроизводных.
Они хорошо противостоят воздействию окружающей среды, имеют высокие озоностойкость, термостойкость, маслостойкость и износостойкость, но также и высокую воздухопроницаемость, устойчивы в агрессивных средах, обладают хорошими диэлектрическими свойствами.
Предел прочности при растяжении 20–28 МПа, относительное удлинение 400—600 %, эластичность по отскоку 40–52 % (при активной саже в качестве наполнителя). Рабочая температура от −50 °C до +150 °C.

## Химические свойства
Этилен-пропиленовые каучуки не пластицируются.
СКЭП вулканизируются органическими пероксидами, СКЭПТ — фенол-формальдегидными смолами, органическими пероксидами и серой.
Также EPDM реагирует с битумными материалами, в результате чего становится хрупким и разрушается.

## Получение
СКЭП получают сополимеризацией этилена с пропиленом, СКЭПТ —  сополимеризацией этилена с пропиленом и диеном на катализаторе Циглера-Натта в растворе или избытке полипропилена.

## Применение

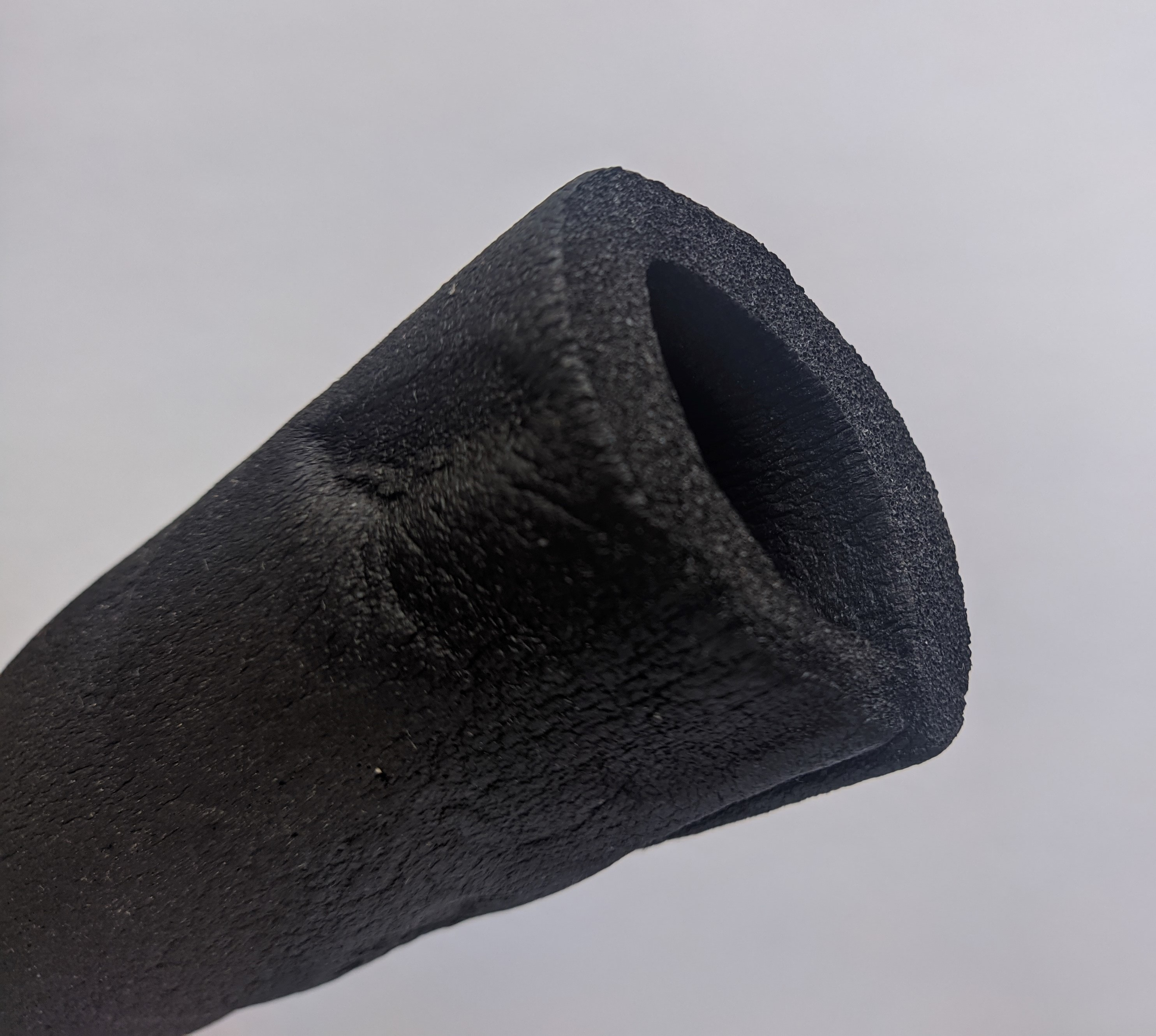
EPDM для изоляции

Этилен-пропиленовые каучуки применяются в производстве ударопрочных пенопластов, резино-технических изделий, губчатых изделий, для изоляции проводов и кабелей. СКЭПТ в комбинации с другими каучуками используется для изготовления шин и ряда полипропиленовых деталей. В жилищном строительстве они применяются в качестве уплотнителя, гидроизоляционного и кровельного (рулонного) материала, в качестве гидроизоляции при строительстве искусственных водоёмов (например, плёнка Firestone PondGard), как покрытие детских и спортивных площадок.

### Торговые марки
- СКЭПТ — аббревиатура от «синтетический каучук этилен-пропиленовый тройной», советская торговая марка, которая использовалась отечественными производителями (Нижнекамскнефтехим, Уфаоргсинтез и другими). В настоящее время используется АО «АРМАТЭК»[5].
- Висталон (Exxon Mobil, Enjay Chemical)
- Нордель, (Nordel, Dow)
- Дютрал (Версалис, Италия, бывший Эникем, Полимери Европа)
- Келтан (Lanxess, ФРГ)
- Супрен (SK, Ю.Корея)
- Эспрен EPDM (Sumitomo Chemical Co, Япония)
- Роялин (Royalene) (Лайон, США, бывшая Кемтура, бывшая Crompton-Uniroyal Chemistry[англ.])
- Георг Фишер (Швейцария)
- EMKA (EMKA Beschlagteile GmbH[нем.])